# 平良千春
平良千春（日语：／ Taira Chiharu，1977年6月21日—），日本女演員。出身於長崎縣。舊藝名長崎 萠。身高154cm。B型血。特長：口中噴火、武打。目前隸屬於MILLENNIUM PRO。

## 簡歷
1994年4月3日，在南夢宮WonderEggs舉辦的「Risky Jewel形象少女大賽」上獲得入選。她說服父母搬到東京，並以「長崎萠」藝名首次亮相。因扮演SNK格鬥遊戲《格鬥天王'95》裡的女主角之一麻宮雅典娜而走紅，然後以《炎與暴風》在Sony Records上首次推出CD（此前她也推出過角色歌曲，但這是她第一次使用自己的名字）。
目前，她已更名為平良千春，主要活躍於舞台劇領域。

## 演出

### 電視劇
- 週二懸疑劇場「津輕弘前殺人事件（日语：小京都ミステリー）」（日本電視台，1998年2月24日）—飾 鈴木朱美
- 旋轉木馬上的果凍（東京電視台，1998年4月—6月）—飾 南蓮華 ※「長崎萠」時期。

※上面演出均出自「長崎萠」時期。
- 在雨和夢之後 第10話（朝日電視台，2005年6月17日）—飾 記者
- 非關正義 第6話（富士電視台，2006年2月14日）—飾 接待人員
- 西遊記 第9話（富士電視台，2006年3月6日）
- 小早川伸木之戀（日语：小早川伸木の恋）（富士電視台，2006年）
- 戀愛維他命（富士電視台，2006年）
- 愛上無賴男（日语：だめんず・うぉ〜か〜） 第7話（朝日電視台，2006年11月30日）—飾 記者
- 空姐特訓班「特別篇」（富士電視台，2007年1月13日）—飾 年輕媽媽
- 求婚大作戰 第1話、最終話（富士電視台，2007年4月—6月）—飾 接待人員
- 我們的教科書 第1話（富士電視台，2007年4月12日）—飾 護理人員
- 百鬼夜行抄 第10話（日本電視台，2007年）—飾 護理人員
- 海咪咪VS飛機場～百貨雙姝～ 第9話（富士電視台，2007年8月30日）—飾 商店店員
- SP 第9話（富士電視台，2008年1月12日）—飾 記者
- RH Plus（日语：RHプラス） 第4話（獨立UHF局，2008年1月25日）—飾 料亭配膳人員
- 蜂蜜與四葉草 第6話（富士電視台，2008年2月12日）—飾 記者
- 空中急診英雄 第2話（富士電視台，2008年7月10日）—飾 孕婦
- 上海潮（日语：上海タイフーン） 第1話（NHK，2008年9月13日）—飾 OL
- 世界奇妙物語 秋季特別篇 ～死後婚姻～（富士電視台，2008年9月23日）—飾 幽靈
- 我要成為梵谷！ ～雕刻愛的男人，棟方志功與其妻子～（日语：我はゴッホになる! 〜愛を彫った男・棟方志功とその妻〜）（富士電視台，2008年10月25日）
- 粉紅系男孩（富士電視台，2009年8月8日）
- Tokyo Control 東京航空交通管制部（富士電視台，2011年）
- 玻璃之家（NHK，2013年）—飾 澀澤美由紀

### 電視節目
- Music Jump（日语：ミュージック・ジャンプ）（NHK-BS2，1997年7月）
- 第12屆長崎歌謠祭預賽決勝大會（NBC，1997年9月）
- 真夜中的王國（日语：真夜中の王国）（NHK-BS2，1997年9月）
- 偶像王（日语：アイドル王）（TBS，1997年9月—10月）
- （神奈川電視台，1998年2月）
- （東京行動網路（日语：東京ケーブルネットワーク），2002年10月—）

※上面演出均出自「長崎萠」時期。
- 第6話（SPACE SHOWER TV，2005年1月）—飾 接待人員

### 電影
- 爸爸的背摔絕技（日语：お父さんのバックドロップ）（2004年10月9日公開）
- 誰都不保護（2009年1月24日公開）
- 主演（曾獲第8屆中之島電影祭大獎）

### PV
- GOING UNDER GROUND（日语：GOING UNDER GROUND）

### 廣告
- 永旺牙刷 「口臭快道」（1997年9月）
- Ministop（1997年10月）

※上面演出均出自「長崎萠」時期。
- 大洋藥品工業（現武田Teva Pharma（日语：武田テバファーマ））（2006年）
- 日興誠摯證券（現SMBC日興証券）「FA募集廣告」（2007年）

### CD
- 〔THE KING OF FIGHTERS'95 ARRANGE SOUND TRAX〕（1995年9月21日發行）
- MY TRUTH〔「GALL FORCE ～The Revolution」Vocal Collection（日语：ガルフォース）〕（1996年10月2日發行）
- 炎與暴風（日语：炎と嵐）（1997年4月21日發行，Sony Records）
- 回家的路（日语：帰り道 (平良千春の曲)）（1997年9月21日發行，Sony Records）
- 幸福的鄰居（2000年6月21日發行，BLUESTAR RECORDS）

※上面作品均出自「長崎萠」時期。

### DVD
- 長崎萠的突擊！Cosplay大辭典（2000年10月25日發行）

※上面作品均出自「長崎萠」時期。
- 爸爸的背摔絕技（日语：お父さんのバックドロップ）（2005年4月22日發行）
- 在雨和夢之後（2005年9月22日發行）
- 戀愛維他命（2006年12月22日發行）
- 百鬼夜行抄 VOL.1 第十抄（2007年6月27日發行）
- （2010年8月27日發行）

### 廣播節目
- 長崎萠 M'S GARDEN（TBS電台）
- VA偵探局Radimage「GALL FORCE分室」（文化放送）
- MOEMOE Radimage（文化放送）
- 櫻井智CHERRY PRINCESS（日语：CHERRY PRINCESS）（東海電台）
- （FM世田谷（日语：エフエム世田谷））

※上面演出均出自「長崎萠」時期。

### 配音
- 格鬥天王'95（麻宮雅典娜（日语：麻宮アテナ）[1][3]）[注 2]
- GALL FORCE The Revolution（日语：ガルフォース）（凱蒂）

※上面演出均出自「長崎萠」時期。

### 寫真集
- （1999年11月25日發行，新潮社）

※上面作品均出自「長崎萠」時期。

### 雜誌封面
- Comptiq（1997年5月號，角川書店）

※上面作品均出自「長崎萠」時期。

## 腳註

## 外部連結
- （日語）—平良千春的官方個人網站。
- 平良千春｜MILLENNIUM PRO （页面存档备份，存于） （日語）
- 平良千春Blog （页面存档备份，存于） （日語）—平良千春的官方個人部落格。
- （日語）—演劇組合S.A.K.E官方部落格。
- （日語）—劇團蝶能力官方部落格。
- STUDIO HANAHOU （页面存档备份，存于） （日語）
- （日語）—遠距離演奏樂團「謠象」官方網站。